# Калески, Роберт
Роберт Люциан Станислаус Калески (1877 Бервуд - 1961 Хаммондвил) австралийский писатель-самоучка, лесник, защитник окружающей среды и авторитет в кинологии, проживавший в штате Новый Южный Уэльс в Австралии.
Прожив одинокую жизнь на своей ферме в Мооребанке, где сегодня одна из улиц носит его имя, он скончался в возрасте 84 лет. 

## Кинология
С 6 лет Роберт Калески занимался собаками. Его интересовали как одомашненные собаки, так и рабочие, а также дикие собаки динго. 
Большую известность ему принесла роль в становлении и разведении Австралийской пастушьей собаки или австралийского хилера. Он также развил и описал первый стандарт породы австралийский келпи. 
Роберт Калески опубликовал большое количество статей пропагандируя породу собак австралийских хилеров. Им была написана книга об австралийских хилерах которых он настолько полюбил, что посвящал большую часть своего времени рассказывая в австралийской прессе об этих удивительных собаках.
Был основателем Австралийского клуба скотоводов и пастушьих собак. 

## Фермерство
Роберт Калески запатентовал свой дизайнерский труд об обустройстве ферм и развил и воплотил успешные теории об эксплуатации почв во время засухи.

## Писательский труд
Роберт Калески часто использовал разные псевдонимы и публиковал свои статьи в разных газетах и журналах. Темы, на которые он писал были: о собаках и их работе, о фермах и поселенцах, об австралийском буше. 
Было издано "Полное руководство австралийского поселенца: научное и практическое", 1909 г. 